# Rayna Knyaginya Peak
Der Rayna Knyaginya Peak (englisch; bulgarisch връх Райна Княгиня wrach Rajna Knjaginja) ist ein 680 m hoher Berg auf der Livingston-Insel im Archipel der Südlichen Shetlandinseln. Er ragt 0,86 km nordwestlich des Mount Bowles, 0,93 km südöstlich des Hemus Peak und 0,5 km östlich des Bowles West Peak im westlichen Teil des Bowles Ridge auf.
Bulgarische Wissenschaftler kartierten ihn im Zuge der Vermessungen der Tangra Mountains zwischen 2004 und 2005. Die bulgarische Kommission für Antarktische Geographische Namen benannte ihn 2005 nach der bulgarischen Freiheitskämpferin Rajna Knjaginja (eigentlich Rajna Futekowa, 1856–1917).